# Deborreides
Deborreides é um gênero de mariposa pertencente à família Acrolophidae.